# 白汉洛凤仙花
白汉洛凤仙花（学名：Impatiens bahanensis）是凤仙花科凤仙花属的植物，是中国的特有植物。分布在中国大陆的云南等地，生长于海拔2,600米至3,000米的地区，见于山谷竹丛边和混交林下，目前尚未由人工引种栽培。